# Премия имени В. Л. Комарова
Премия имени В. Л. Комарова — премия, учреждённая Академией наук СССР в 1944 году за выдающиеся работы в области ботаники: систематики, анатомии и морфологии растений, ботанической географии и палеоботаники. Присуждение премии началось с 1946 года, после прекращения существования СССР премию присуждает Российская академия наук.
Премия названа именем Владимира Леонтьевича Комарова (1869—1945) — выдающегося российского (советского) ботаника, флориста-систематика, географа, организатора науки; члена-корреспондента Императорской Санкт-Петербургской Академии наук (1914), действительного члена (1920), вице-президента (1930—1936) и президента (1936—1945) Академии наук СССР.
В соответствии с решением Президиума АН СССР 1959 года, определившим основные принципы присуждения наград, с 1957 года премию присуждают раз в три года. Следующее присуждение премии ожидается в 2026 году.
Единственный учёный, дважды удостоенный этой премии — Евгений Петрович Коровин (1891—1963).
В 2025 году решением РАН присуждение Премии имени В.Л. Комарова было отменено, вместе с другими именными премиями РАН.

## Список награждённых
| Год  | Лауреат премии                                         | За какие работы |
| ---- | ------------------------------------------------------ | --- |
| 2023 | доктор биологических наук Михаил Станиславович Игнатов | За серию работ «Мхи России: систематика и биоразнообразие»                                                                                 |
| 2023 | кандидат биологических наук Елена Анатольевна Игнатова | За серию работ «Мхи России: систематика и биоразнообразие»                                                                                 |
| 2023 | доктор биологических наук Владимир Эрнстович Федосов   | За серию работ «Мхи России: систематика и биоразнообразие»                                                                                 |
| 2020 | Александр Сергеевич Зернов                             | За серию работ по теме «Флора Западного Кавказа»                                                                                           |
| 2017 | Нина Сергеевна Пробатова                               | За серию работ «Злаки Дальнего Востока России: систематика, кариология, фитогеография»                                                     |
| 2014 | Ольга Петровна Камелина                                | За монографии: «Систематическая эмбриология цветковых растений. Двудольные», «Систематическая эмбриология цветковых растений. Однодольные» |
| 2011 | Михаил Георгиевич Пименов                              | За серию работ по систематике, географии и ресурсам зонтичных России, Азии и Земного шара                                                  |
| 2008 | Лев Юстианович Буданцев                                | За монографии «Позднеэоценовая флора Западной Камчатки» и «Раннепалеогеновая флора Западной Камчатки»                                      |
| 2005 | Леонид Владимирович Аверьянов                          | За серию работ по географии растений Восточного Индокитая                                                                                  |
| 2002 | Алексей Константинович Скворцов                        | За серию работ по единой тематике «Систематика семейств и Ивовые (Salicaceae)»                                                             |
| 1999 | Татьяна Владимировна Егорова                           | За монографию «Осоки (Carex L.) России и сопредельных государств (в пределах бывшего СССР)»                                                |
| 1996 | Борис Александрович Юрцев                              | За серию работ по ботанической географии и истории флоры Арктики и Гипоарктики                                                             |
| 1993 | Рудольф Владимирович Камелин                           | За серию работ по флоре горной Средней Азии                                                                                                |
| 1990 | Юрий Леонардович Меницкий                              | За монографию «Дубы Азии» |
| 1987 | Валерий Иванович Грубов                                | За работу «Определитель сосудистых растений Монголии»                                                                                      |
| 1984 | Элеонора Цолаковна Габриэлян                           | За монографию «Рябины (Sorbus L.) Западной Азии и Гималаев»                                                                                |
| 1981 | Евгений Григорьевич Бобров                             | За серию работ по систематике хвойных растений                                                                                             |
| 1978 | Николай Николаевич Цвелёв                              | За монографию «Злаки СССР» |
| 1975 | Сергей Кириллович Черепанов                            | За монографию «Свод дополнений и изменений к „Флоре СССР“»                                                                                 |
| 1972 | Леонид Иванович Малышев                                | За серию научных работ по изучению высокогорной флоры Южной Сибири                                                                         |
| 1969 | Армен Леонович Тахтаджян                               | За монографию «Система и филогения цветковых растений» (1966)                                                                              |
| 1966 | Леонид Ефимович Родин                                  | За монографию «Динамика органического вещества и биологический круговорот в основных типах растительности» (1965)                          |
| 1966 | Наталья Ивановна Бализевич                             | За монографию «Динамика органического вещества и биологический круговорот в основных типах растительности» (1965)                          |
| 1963 | Евгений Михайлович Лавренко                            | За монографию «Основные черты ботанической географии пустынь Евразии и Северной Африки» (1962)                                             |
| 1963 | Евгений Петрович Коровин                               | За двухтомный труд «Растительность Средней Азии и Южного Казахстана» (1961 и 1962 гг.)                                                     |
| 1960 | Михаил Григорьевич Попов                               | За работу «Флора Средней Сибири» — том 1 (1957) и том 2 (1959)                                                                             |
| 1957 | Александр Александрович Фёдоров                        | За работу «Атлас по описательной морфологии высших растений. Лист»                                                                         |
| 1957 | Моисей Эльевич Кирпичников                             | За работу «Атлас по описательной морфологии высших растений. Лист»                                                                         |
| 1957 | Зинаида Трофимовна Артюшенко                           | За работу «Атлас по описательной морфологии высших растений. Лист»                                                                         |
| 1952 | Николай Николаевич Воронихин                           | За участие в подготовке труда «Флора водорослей континентальных водоемов Европейского Севера СССР»                                         |
| 1952 | Екатерина Константиновна Косинская                     | За участие в подготовке труда «Флора водорослей континентальных водоемов Европейского Севера СССР»                                         |
| 1952 | Татьяна Григорьевна Попова                             | За участие в подготовке труда «Флора водорослей континентальных водоемов Европейского Севера СССР»                                         |
| 1951 | Александр Афанасьевич Юнатов                           | За работу «Основные черты растительного покрова Монгольской Народной Республики»                                                           |
| 1947 | Вера Алексеевна Поддубная-Арнольди                     | За работу «Эмбриология покрытосеменных растений и её значение для систематики, селекции и генетики»                                        |
| 1947 | Сергей Спиридонович Хохлов                             | За работу «Бесполосемянные растения. Исторические предпосылки и эволюционные перспективы»                                                  |
| 1947 | Ярослав Иванович Проханов                              | За работу «Хлопчатник и его дикие родичи»                                                                                                  |
| 1947 | Евгений Петрович Коровин                               | За работу «Иллюстрированная монография рода Ferula»                                                                                        |
| 1946 | академик АН СССР Александр Альфонсович Гроссгейм       | За три тома труда «Флора Кавказа» (последний издан в 1945 году)                                                                            |